# Zentrum für Kunst und Medien
Das ZKM | Zentrum für Kunst und Medien (bis März 2016 Zentrum für Kunst und Medientechnologie) ist eine Kulturinstitution, die 1989 von der Stadt Karlsruhe und dem Land Baden-Württemberg gegründet wurde und sich seit 1997 in einem denkmalgeschützten Industriebau einer ehemaligen Munitionsfabrik in Karlsruhe befindet. Es richtet Sonderausstellungen und thematische Veranstaltungen aus, forscht und produziert zu den Auswirkungen der Medialisierung, Digitalisierung und Globalisierung und bietet öffentliche wie individuelle Vermittlungsprogramme an.
Das ZKM vereint unter einem Dach Ausstellungsflächen, die Forschungsplattform Hertz-Labor sowie Mediathek und Bibliothek und bündelt auf diese Weise Forschung und Produktion, Ausstellungen und Veranstaltungen, Archiv und Sammlung. Es agiert an der Schnittstelle von Kunst und Wissenschaft und greift neue Erkenntnisse im Bereich neuer Technologien auf, um sie weiterzuentwickeln. Auf Gründungsdirektor Heinrich Klotz, der im Juni 1999 verstarb, folgte ab dem 1. Januar 1999 Peter Weibel, der das ZKM ab 2002 zusammen mit Christiane Riedel leitete. Weibel starb am 1. März 2023, wenige Wochen bevor er am 31. März 2023 in Ruhestand gehen sollte. Sein Nachfolger wurde zum 1. April 2023 der britische Kurator Alistair Hudson. Neben dem ZKM sind auch die mit ihm assoziierte Staatliche Hochschule für Gestaltung Karlsruhe sowie die Städtische Galerie Karlsruhe im ehemaligen Munitionsfabrikgebäude untergebracht.

## Leitidee
„Das ZKM hat die Aufgabe, die schöpferischen Möglichkeiten einer Verbindung zwischen traditionellen Künsten und Medientechnologie auszuloten, um vorausweisende Resultate zu gewinnen. Eine Bereicherung der Künste, nicht deren technische Amputation ist das Ziel. Deshalb müssen sich traditionelle Künste und Medienkünste aneinander messen. Beide Seiten haben – für sich und miteinander – im ZKM einen Ort der Förderung. Als Vorbild kann das 1919 gegründete Bauhaus in Weimar gelten.“

Die von Gründungsdirektor Heinrich Klotz 1992 formulierte Leitidee wurde in den Folgejahren umgesetzt und weiterentwickelt. Heute kennzeichnen vier Leitgedanken die Tätigkeit des ZKM.
- Das ZKM ist ein Ort für alle Formen der Gegenwartskunst. Es ist eine Plattform für grenzüberschreitende Experimente zwischen den bildenden und performativen Künsten. Forschung, Produktion und Präsentation umfassen alle medialen Formen und Verfahren – von der Ölmalerei bis zur App, von der klassischen Komposition bis zum Sampling. Ausstellungen, Publikationen und Symposien eröffnen neue Perspektiven auf aktuelle Fragestellungen und haben die Setzung von innovativen, richtungsweisenden Themen zum Ziel.
- Menschen aus aller Welt und jeden Alters sind eingeladen, am ZKM die Künste zu entdecken. Es ist ein offenes Haus, das seine Besucher zur aktiven Teilnahme, zum Austausch und zur Diskussion anregt. Akteure aller gesellschaftlichen Lebensbereiche – aus den Künsten, den Wissenschaften, der Politik, der Wirtschaft – werden zusammengeführt, um sich gemeinsam über wesentliche Fragen der Gegenwart und Zukunft auszutauschen.
- Als ein Zentrum der Forschung und Entwicklung in Theorie und Praxis versammelt das ZKM Künstler und Wissenschaftler unterschiedlicher Disziplinen. Durch ungewöhnliche Methoden entstehen innovative künstlerische Werke, neues Wissen und zukunftsweisende Ideen.
- Durch die Sammlung und Bewahrung von Kunstwerken und historischen Geräten sowie durch den Aufbau eines umfassenden Archivs zu den Künsten des 20. und 21. Jahrhunderts nimmt das ZKM seine Rolle als Bewahrer des kulturellen Erbes wahr. Besondere Bedeutung kommt dabei der Bewahrung der „digitalen Kunst“ zu.

## Geschichte und ehemalige Institute

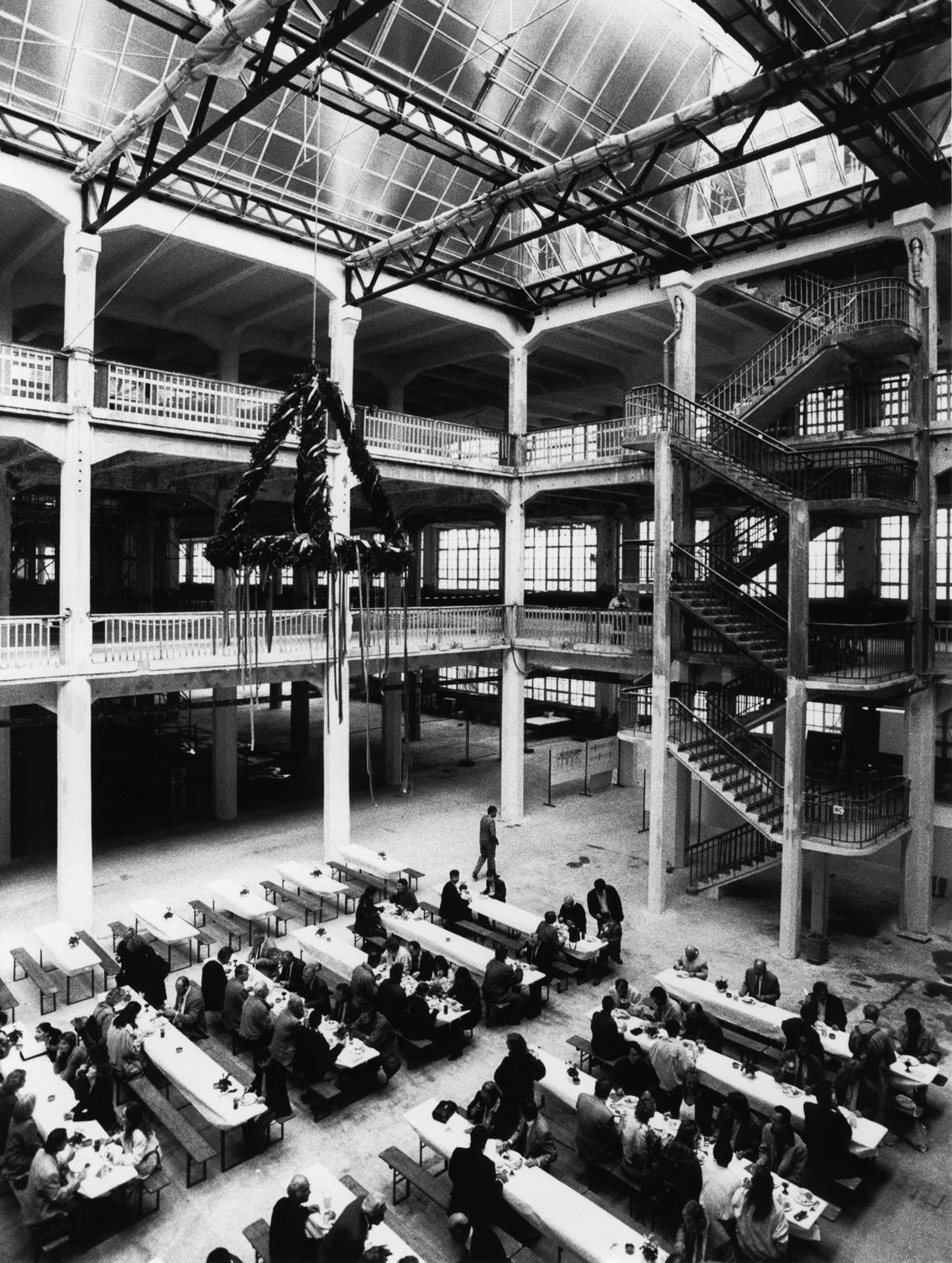
Gründungsgeschichte: Das Richtfest des ZKM (1995)

Die Gründung des Zentrums für Kunst und Medien geht auf die frühen 1980er-Jahre zurück. Vor dem Hintergrund einer wachsenden Medien- und einer sich verändernden Kunstlandschaft schlossen sich 1986 Vertreter der Kommunalpolitik, der Universität, der Hochschule für Musik, des Kernforschungszentrums Karlsruhe und anderer Institutionen sowie Vertreter der Karlsruher Kunstszene zur „Projektgruppe ZKM“ zusammen. Im Februar 1988 legte die „Projektgruppe ZKM“ ihre inhaltliche Arbeit mit dem „Konzept 88“ vor, in welchem die Initiative für die Zusammenführung der Künste und der Neuen Medien in Theorie und Praxis beschrieben wurde.
Mit der Konstituierung eines Stiftungsrats im Jahr 1989 und der Berufung von Heinrich Klotz zum Gründungsdirektor wurde die Realisierung des ZKM konkret. Drei Daten markieren die Gründung des ZKM: der Beschluss des Gemeinderats Karlsruhe vom 9. Mai 1989, die Entscheidung des Ministerrats des Landes Baden-Württemberg vom 3. Juni 1989 und das Inkrafttreten der Satzung am 12. August 1989. Mit seiner Gründung logierte das ZKM zunächst in verschiedenen Gebäuden in der Stadt. Bis zum Bezug des heutigen Domizils fand alle zwei Jahre das Medienkunstfestival MultiMediale (MultiMediale 1–5, 1989–1997) an wechselnden Standorten statt.
Als endgültiger Standort war lange Zeit ein Gelände südlich des Karlsruher Hauptbahnhofs vorgesehen. Für einen Neubau dort wurde im März 1989 ein internationaler Architektenwettbewerb ausgeschrieben, aus dem der visionäre Entwurf des niederländischen Architekten Rem Koolhaas hervorging. Der Bau des sogenannten Koolhaas-Würfels wurde jedoch 1992 aus Kosten- und Raumgründen zugunsten eines Umbaus des alten Fabrikgebäudes aufgegeben. Karlsruhe entschied sich für die Umnutzung des sogenannten „Hallenbau A“, einer Industrieruine, die zwischen 1914 und 1918 von dem Architekten Philipp Jakob Manz als Waffen- und Munitionsfabrik erbaut worden war. Das in zehn Lichthöfe unterteilte und 312 Meter lange Gebäude lag auf dem ehemaligen Werksgelände der Industriewerke Karlsruhe Augsburg (IWKA), das seit den 1970er-Jahren als Industriebrache im Südwesten die Innenstadt von den angrenzenden Stadtgebieten trennte. Der Umbau sowie der Anbau eines den Koolhaas-Entwurf aufgreifenden blauen Medienkubus erfolgte ab 1993 nach Plänen des Hamburger Büros Schweger. Mit dem Einzug in den „Hallenbau A“ im Jahr 1997 verfügte das ZKM neben Studios und Instituten für Forschung und Produktion (Institut für Bildmedien, Institut für Musik und Akustik) auch über ein Medientheater, über Konzert- und Veranstaltungsräume, über eine Mediathek sowie über ein Medienmuseum. In einem zweiten Bauabschnitt wurden die Räumlichkeiten für das Museum für Neue Kunst (1999) und die mit dem ZKM assoziierte Staatliche Hochschule für Gestaltung Karlsruhe (Einzug 2001) fertiggestellt. 2004–2005 wurde das vormals eher autonome Museum für Neue Kunst ins ZKM re-integriert. Im März 2016 wurde das Zentrum für Kunst und Medientechnologie in Zentrum für Kunst und Medien umbenannt.

### ZKM | Medienmuseum
Das Medienmuseum war eine Abteilung des ZKM. Im Fokus des Museums, das 1997 in den Lichthöfen 8 und 9 der ehemaligen Munitionsfabrik eröffnet wurde, standen Geschichte und Kritik der Neuen Medien und wie sie bis dahin unser Leben geprägt haben. Computer, Telefon und Internet wurden als bedeutende Eingriffe in das gesellschaftliche und individuelle Leben ausgemacht, indem technische Komponenten zunehmend wichtiger wurden. Mit Medienkunstwerken und interaktiven Installationen hinterfragen Künstler und Wissenschaftler seit jeher medientechnologische Entwicklungen und Visionen. Das Medienmuseum rückte die Interaktion zwischen Mensch und Werk in den Vordergrund: Erst durch die Aktionen und Reaktionen der Besucher entstehen Kunstwerke – der Mensch wird selbst zum Bestandteil der Installation und kann auf diese Weise den Umgang mit neuen Technologien erkunden.  Wechselausstellungen wie »net_condition. Kunst/Politik im Online-Universum« (September 1999 bis Februar 2000), »Iconoclash. Jenseits der Bilderkriege in Wissenschaft, Religion und Kunst« (Mai bis September 2002) oder »bit international« (Februar 2008 bis Januar 2009) fanden national wie international Beachtung.
Im Lichthof 8 steht einer der ersten Röhrenrechner, die Zuse Z22 mit der Seriennummer 13. Dieser Computer ist der älteste noch voll funktionsfähige und originalgetreu erhaltene Röhrenrechner der Welt.
2017 wurden die Abteilungen „Medienmuseum“ und „Museum für Neue Kunst“  in die neue Gesamtstruktur des ZKM integriert, da die Trennung der Kunstwerke nach Medien der zeitgenössischen künstlerischen und kuratorischen Praxis zunehmend widersprach.

### ZKM | Museum für Neue Kunst
Das Museum für Neue Kunst war eine Abteilung des ZKM, die sich von Dezember 1999 bis Ende 2016 in den Lichthöfen 1 und 2 der ehemaligen Munitionsfabrik befand. Auf 7.000 m² Ausstellungsfläche zeigte das sogenannte „Sammlermuseum“ Werke aus den Privatsammlungen FER, Grässlin, Siegfried Weishaupt, der Landesbank Baden-Württemberg, der VAF-Stiftung/MART sowie der Sammlung Boros (Wuppertal) zusammen mit Exponaten aus den Beständen der ZKM-Sammlung und weiteren kooperierenden Sammlungen. In Wechselausstellungen wurden vor allem Werke aus der zweiten Hälfte des 20. Jahrhunderts bis zu aktuellen Positionen der Gegenwartskunst präsentiert. Bis 2004 wurde das Museum für Neue Kunst unter der Leitung von Götz Adriani wie eine vom ZKM unabhängige Institution geführt. 2004 erfolgte die Reintegration der Abteilung in das ZKM.
Von 1999 bis 2004 fanden u. a. monografische Ausstellungen zu Bruce Nauman, Bill Viola, Sigmar Polke, Franz West, Sylvie Fleury, Martin Kippenberger und Tobias Rehberger statt. Ab 2004 prägten große Themenausstellungen das Programm, u. a. »Making Things Public. Atmosphären der Demokratie« (März bis Oktober 2005), »Lichtkunst aus Kunstlicht« (November 2005 bis August 2006), »Medium Religion« (November 2008 bis April 2009), »Vertrautes Terrain. Kunst in & über Deutschland« (Mai bis September 2008) oder »The Global Contemporary. Kunstwelten nach 1989« (September 2011 bis Februar 2012). In den Projekträumen des Museums fanden außerdem kleinere Ausstellungen statt.
2017 wurden die Abteilungen „Museum für Neue Kunst“ und „Medienmuseum“ in die neue Gesamtstruktur des ZKM integriert, da die Trennung der Kunstwerke nach Medien der zeitgenössischen künstlerischen und kuratorischen Praxis zunehmend widersprach.

### ZKM | Institut für Bildmedien
Das 1991 gegründete Institut für Bildmedien setzte sich kreativ und kritisch mit der sich permanent verändernden Medienkultur auseinander. Neben künstlerischen Eigenentwicklungen war die Zusammenarbeit mit internationalen Gastkünstlern (William Forsythe, Bill Viola et al.) sowie die Kooperation mit Kultur- und Forschungseinrichtungen weitere Bestandteile der Arbeit des Instituts. Die daraus resultierenden Arbeitsergebnisse wurden im Rahmen von Ausstellungen und auf Konferenzen präsentiert. Das Produktionsspektrum des Instituts reichte von digitalem Video und 3D-Animation bis zu interaktiven Installationen und Environments, von Softwaresystemen zur Echtzeit-Generierung natürlicher und architektonischer Umgebungen, bis zu audio-visuellen Anwendungen für Performance-Kontexte. Einen Schwerpunkt der Forschungsarbeit des Instituts bildete bis 2011 der Bereich der immersiven Projektionsumgebungen (z. B. PanoramaScreen), in dessen Rahmen Hardware- und Softwarelösungen für künstlerische Projekte entwickelt wurden. Bis 2014 lag ein Schwerpunkt u. a. auf der Entwicklung von Augmented Reality Produktionen.
2017 wurden die beiden Institute für künstlerische Forschung und Entwicklung – das Institut für Bildmedein und das Institut für Musik und Akustik – in einem neuen Institut, dem Hertz-Labor, zusammengeführt.

### ZKM | Institut für Musik und Akustik
Das 1990 gegründete Institut für Musik und Akustik forschte und entwickelte auf dem Gebiet der elektroakustischen und experimentellen Musik sowie in den Bereichen digitale Klangsynthese und algorithmischer Komposition. Es unterstützte darüber hinaus Gastkünstler und Wissenschaftler bei deren Produktionen, veranstaltete zeitgenössische Konzerte und initiiert Symposien und Festivals. Bis heute finden jährlich das europäische Treffen elektronischer Studios, das next_generation, und halbjährlich die Konzerttage Quantensprünge statt. Hinzu kommt die Ausrichtung und Vergabe des weltweit höchstdotierten Preises für elektronische Musik, der Giga-Hertz-Preis, sowie von 2009 bis 2011 die Auslobung des Walter-Fink-Preises des ZKM für Tanz, elektronische Musik und Medien (2012 Giga-Hertz-Preis für Tanz und Medien). Im Innern des »blauen Kubus«, einem Wahrzeichen des ZKM, befindet sich ein Tonstudio, das nach wie vor für künstlerische Produktionen genutzt wird.
2017 wurden die beiden Institute für künstlerische Forschung und Entwicklung – das Institut für Bildmedien und das Institut für Musik und Akustik – in einem neuen Institut, dem Hertz-Labor, zusammengeführt.

## Das ZKM
Das ZKM | Karlsruhe verfügt über 15.000 m² Ausstellungsfläche, Forschungslabore, eine Mediathek sowie Veranstaltungs- und Vermittlungsräume.
Ausstellungen
- Lichthöfe 1&2
- Lichthöfe 8&9
- PanoLab
- Subraum
- Museumsbalkon
- Musikbalkon

Forschung und Produktion
- Hertz-Labor
- Labor für antiquierte Videosysteme

Veranstaltungsräume
- Medientheater
- Vortragssaal
- Kubus

Vermittlungsräume
- BÄMlab

Öffentlich zugänglich sind die Ausstellungsflächen sowie die Bibliothek mit der Medialounge. Im Foyer des ZKM stehen Besuchern außerdem die Infotheke, der Museumsshop und das Café/Bistro »mint« zur Verfügung.

## Finanzierung
Die Grundfinanzierung des ZKM erfolgt paritätisch durch die Stadt Karlsruhe und das Land Baden-Württemberg.

## Ausstellungen und Veranstaltungen

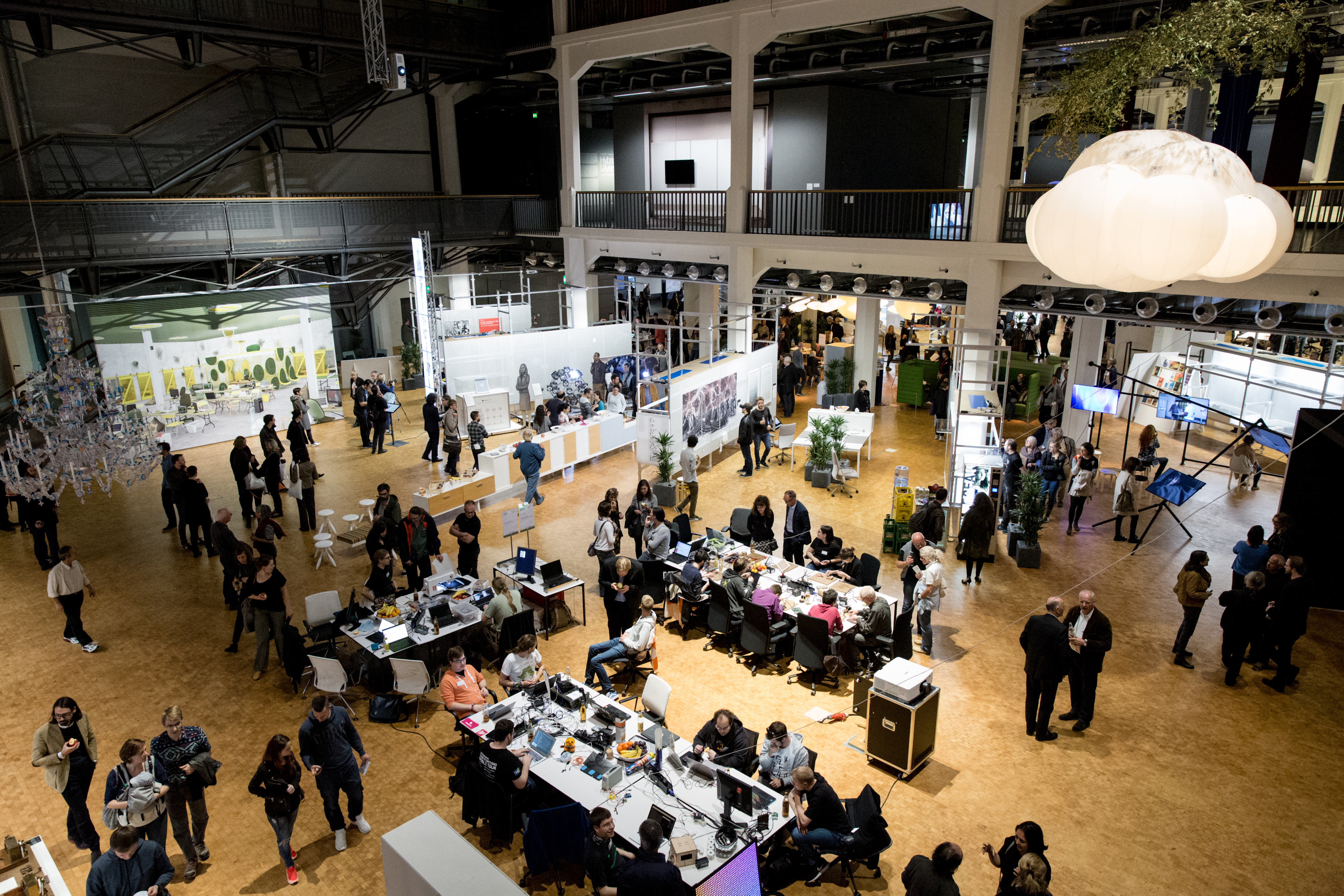
Ausstellungsansicht der Ausstellung Open Codes. Die Welt als Datenfeld (2017–2019)

In Ausstellungen und Veranstaltungen zeigt das ZKM Positionen und Themen der zeitgenössischen Kunst, präsentiert aber auch beinahe vergessene Kunstschaffende und -bewegungen sowie -werke verschiedener Medien und Gattungen – von Installationen der Künstlichen Intelligenz bis zum Ölgemälde.
Am 6. Januar eines Jahres veranstalten die Museen des ZKM zusammen mit der Städtischen Galerie einen Tag der offenen Tür mit kostenfreiem Eintritt.

### Ausstellungen
Seit 1989 setzt das ZKM weltweit Standards bei der Erarbeitung von künstlerisch und wissenschaftlich herausragenden – interaktiven, partizipativen und performativen – Ausstellungen und dazugehörigen Publikationen mit internationaler Ausstrahlung. In wechselnden thematischen und monografischen Ausstellungen werden seit 1997 auf rund 15.000 m² Ausstellungsfläche des ZKM aktuelle Entwicklungen in Kunst und Gesellschaft in allen medialen Formen und Verfahren vorgestellt.
Im Verbund mit dem Bereich Forschung, Laboren und Abteilungen des ZKM sowie Partnerinstitutionen und Forschungseinrichtungen weltweit entwickelt die kuratorische Abteilung das vielfältige Ausstellungsprogramm des ZKM in engem Austausch mit dem künstlerisch-wissenschaftlichen Vorstand und einem internationalen Netzwerk aus Gastkünstlern, -wissenschaftlern und -kuratoren.
Zahlreiche internationale Kooperationsprojekte, mit denen die eigens am ZKM kuratierten Ausstellungen regelmäßig einem internationalen, globalen Publikum zugänglich gemacht werden, nehmen in der Tätigkeit des ZKM einen großen Platz ein. 2018 z. B. war das ZKM u. a. mit 20 Ausstellungen weltweit vertreten, darunter in Polen, Litauen, Lettland, Ungarn, den Philippinen, Indien, Südkorea und China.
- 2023: Margret Eicher. Digital Worlds
- 2022/23: im Lichthof 8+9 ole scheeren: spaces of life[54][55]
- 2020/21: Critical Zones – Horizonte einer neuen Erdpolitik (Bis 28. Februar)[56][57][58]

### Veranstaltungen
Neben Ausstellungen finden Veranstaltungen als Plattform zum Austausch mit Besuchern und Akteuren verschiedener gesellschaftlichen Lebensbereiche wie z. B. Politik, Wirtschaft oder Philosophie statt. Form und Inhalt der Veranstaltungen variieren dabei: von der Oper mit multimedialer Bühne über wissenschaftliche Symposien und populäre Konzerte bis hin zu Performances, Tanz- oder Filmvorführungen. Das ZKM fungiert dabei sowohl als Veranstalter und Kooperationspartner, aber auch als Ansprechpartner für Vermietungen. Die Veranstaltungen finden in verschiedenen Räumlichkeiten, darunter dem Vortragssaal, dem Medientheater, dem Foyer und dem Kubus des ZKM, statt.
Während der ARD-Hörspieltage, die seit 2006 jährlich im ZKM stattfinden, werden der Deutsche Hörspielpreis der ARD, der ARD-Online-Award, der Nachwuchspreis Premiere im Netz, der Deutsche Kinderhörspielpreis und der Kinderhörspielpreis der Stadt Karlsruhe verliehen.

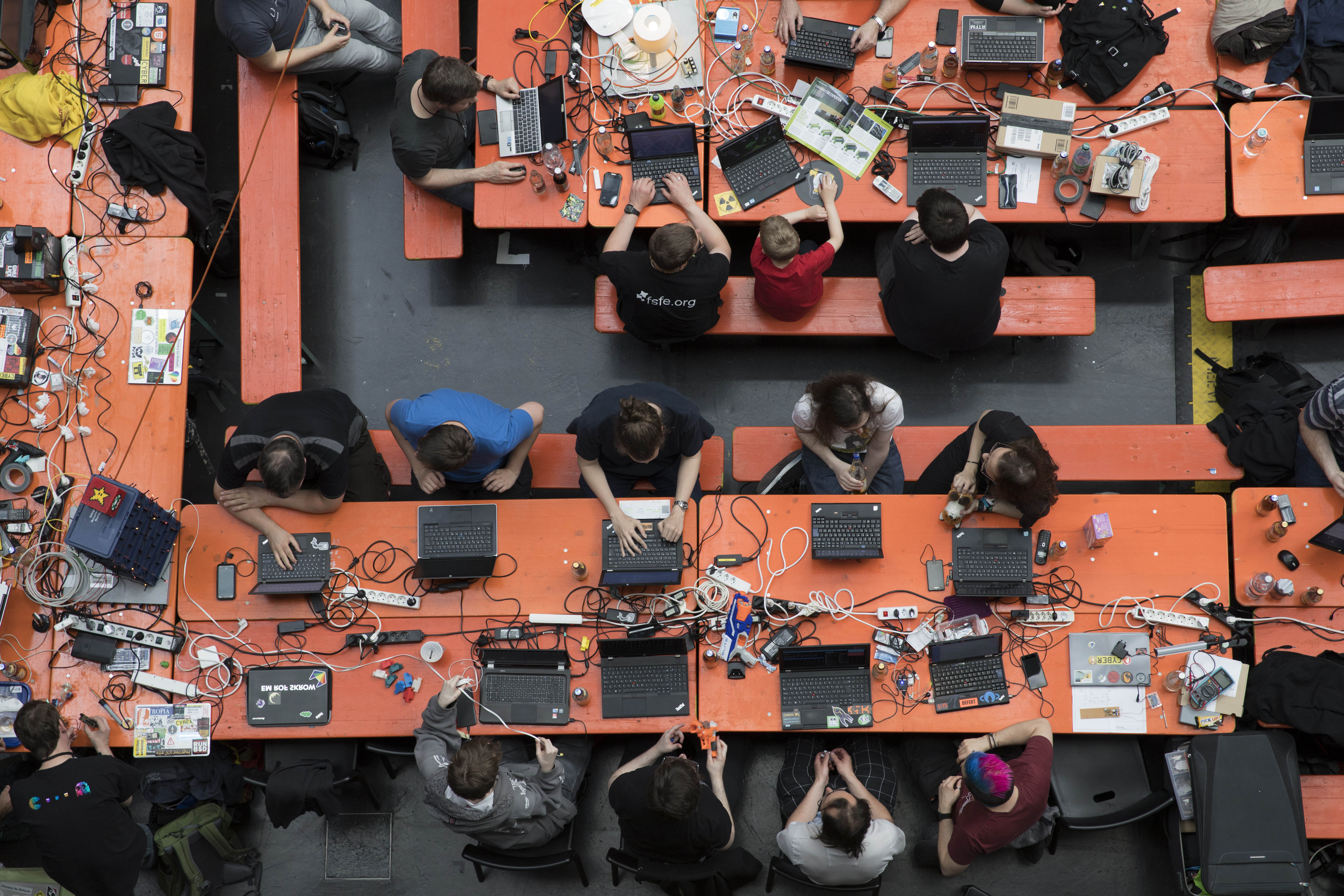
Die 19. Gulaschprogrammiernacht 2019

Seit 2014 findet im ZKM und der HfG die Gulaschprogrammiernacht statt. Die viertägige Konferenz der deutschen und internationalen Hackerszene wird vom Entropia e. V. (Chaos Computer Club Karlsruhe) veranstaltet. Das ZKM ist dabei unter anderem mit eigenen Vorträgen und Sonderführungen an der Gulaschprogrammiernacht beteiligt.
2011–2017 verlieh das ZKM gemeinsam mit dem Cyberforum e. V., der CAS Software AG und weiteren Partnern jährlich den AppArtAward. Der Preis prämierte Apps, die sich als künstlerische Anwendungen auszeichnen und kreative Aspekte mit der Nutzung technologischer Möglichkeiten kombinieren. Der Preis wurde in verschiedenen Kategorien verliehen, welche jeweils mit 10.000 € dotiert waren. Kategorien waren u. a. der Künstlerische Innovationspreis, der Sonderpreis Crowd Art oder der Sonderpreis Art and Science.

## Forschung und Produktion
Die Forschungsinstitute des ZKM ermöglichen die Entwicklung von transdisziplinären Projekten. Die Forschungsleistung wird teilweise eigenständig am ZKM erbracht, zumeist aber im Rahmen von Kooperationen mit weiteren Bildungs- und Forschungseinrichtungen generiert. Ihr Ziel ist es, die neuesten Technologien hinsichtlich ihrer Anwendbarkeit und Relevanz für die Kunst und eine zunehmend global vernetzte und online kommunizierende Wissensgesellschaft zu analysieren und zu erproben.

### Hertz-Labor
Das im Jahre 2017 neu etablierte Hertz-Labor vereinigt das Institut für Bildmedien und das Institut für Musik und Akustik, um die bisherigen Handlungsfelder in engem transkulturellen Austausch mit internationalen Instituten und Forschungsstellen zu erweitern und die künstlerisch-medialen Ausdrucks- und Gestaltungsmöglichkeiten im Zeitalter des rapide beschleunigten technologischen Fortschritts und der Digitalisierung zu erforschen. Es operiert dabei als transdisziplinäre Forschungs- und Entwicklungsplattform an der Schnittstelle der medialen Künste, Wissenschaft und Gesellschaft.
Schwerpunkttätigkeiten des Hertz-Labors sind sowohl die künstlerische Produktion als auch die medientechnologische Forschung. Am Labor werden zeitgenössische künstlerisch-wissenschaftliche Konzepte – zum Beispiel Künstliche Intelligenz, erweiterte Realität in AR- und VR-Anwendungen, Immersivität oder sensorengestützte Umgebungen sowie Erforschung künstlerischer Optionen im elektromagnetischen Feld – sowohl medien- als auch gattungsübergreifend reflektiert, auf künstlerische Anwendbarkeit hin überprüft und in Produktionen realisiert.
Der Titel des Hertz-Labors ist dem Wissenschaftler Heinrich Hertz gewidmet, der an der Universität Karlsruhe im Jahr 1886 in seinen berühmten Funken-Experimenten die Existenz der elektromagnetischen Wellen nachgewiesen hat. Er gilt als Begründer der Funktechnologie, der drahtlosen Übertragung von Informationen – und ist damit Vorbild für das Innovationszentrum innerhalb des ZKM, das Hertz-Labor.

### Labor für antiquierte Videosysteme
Das 2004 gegründete Labor für antiquierte Videosysteme rettet durch Digitalisierung historische Werke der Videokunst sowie Dokumentationen von Kunstausstellungen, Performances und Konferenzen, die von Künstlerinnen und Künstlern seit den 1960er-Jahren aufgezeichnet wurden. Das Labor verfügt über eine umfangreiche Sammlung lauffähiger Videogeräte der vergangenen Jahrzehnte: von den ersten Consumer-Videosystemen auf offener Spule bis hin zu heute noch aktuellen Kassettenformaten. Mit seinem Maschinenpark von mehr als 300 Geräten ist das Labor in der Lage, fast 50 gängige Videoformate hochwertig zu digitalisieren.

## Sammlung und Archive

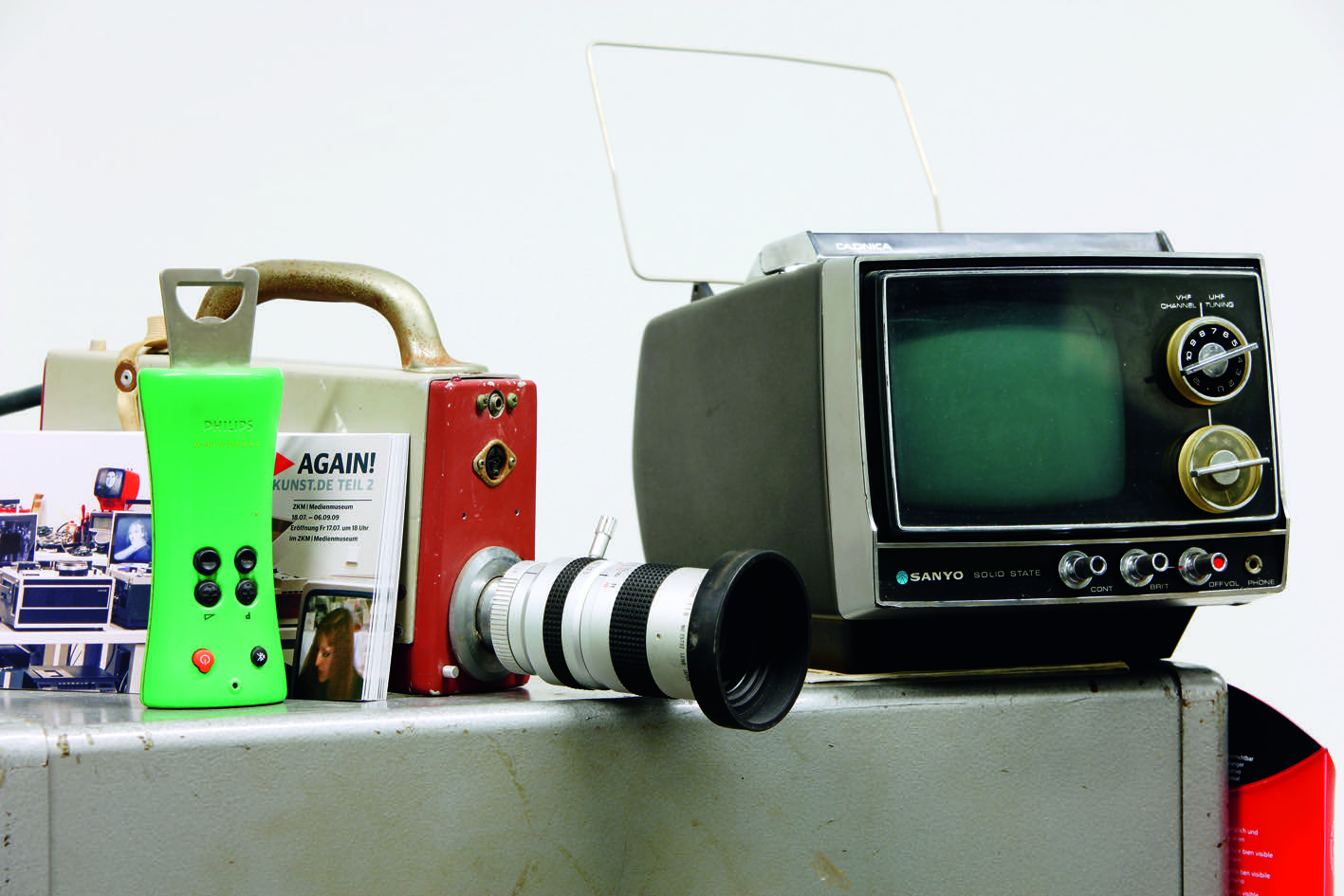
Eine moderne Arche Noah für Medienkunst: Das Labor für antiquierte Videosysteme (Foto: 2009)

Die ZKM-Sammlung wurde Anfang der 1990er-Jahre vom ersten ZKM-Direktor Heinrich Klotz begründet und wird seither erweitert. Der Sammlung liegt ein spezifischer Umgang mit unterschiedlichen Kunstgattungen und Medien zu Grunde: Waren früher Malerei und Skulptur hermetisch gegen die neuen Einflüsse der sich allmählich etablierenden Videokunst und Fotografie abgeriegelt worden, so ist die Sammlungstätigkeit des ZKM durch die Überwindung von Gattungsgrenzen geprägt. Während die Sammlung des Museums für Neue Kunst von Anfang an Kunstwerke aller Gattungen enthielt, wurden in die Sammlung des Medienmuseums zunächst nur interaktive Medienkunstwerke aufgenommen, die meist am Hause entstanden. Mehr als 500 internationale Gastkünstler haben am ZKM eine Vielzahl von Werken hervorgebracht, die im Anschluss an ihre Präsentation in Karlsruhe in die ZKM-Sammlung eingingen. Das ZKM verfügt daher über eine der größten Medienkunstsammlungen, die bis in die Anfänge der Videokunst, der elektronischen Installation und der Holografie zurückreicht. Dazu gehört auch die Sammlung von etwa 1.200 Kunstvideos und 13.800 Audioträgern, die in der ZKM | Medialounge zugänglich sind.
2017 wurden die Sammlungen der Abteilungen „Medienmuseum“, „Museum für Neue Kunst“ und „Mediathek“  in der Abteilung „Wissen“ zusammengeführt, da eine Trennung der Kunstwerke nach Medien der zeitgenössischen künstlerischen und kuratorischen Praxis zunehmend widersprach. Gleichzeitig wurde in der Abteilung Wissen der Bereich „Archive“ aufgebaut, der neben dem institutionellen Archiv des ZKM zahlreiche Archive von Künstlerinnen und Künstler sowie Theoretikerinnen und Theoretikern umfasst.
Videosammlung
Die Videosammlung wurde als eine der ersten ihrer Art in Deutschland aufgebaut und half mit, Video als selbstständige Kunstform ins Bewusstsein zu rücken. Die Sammlung umfasst Werke der Videokunst der 1960er-, 1970er- und 1980er-Jahre, u. a. das Videomagazin »Infermental«. Durch das mit der Mediathek verbundene Labor für antiquierte Videosysteme konnten in den vergangenen Jahren umfangreiche Videosammlungen aus Europa und den USA vor dem Zerfall bewahrt und der Öffentlichkeit zugänglich gemacht werden.
Audiosammlung
Die Audiosammlung umfasst Titel zeitgenössischer Musik, mit einem Schwerpunkt auf elektroakustischer Musik. Neben Tonaufnahmen zählen Partituren, Fachbücher, historische Fotografien und Poster zur Sammlung. Besondere Bedeutung kommt dem Internationalen Digitalen Elektroakustischen Musikarchiv (IDEAMA) zu, das elektroakustische Musikstücke von den Anfängen bis zur Gegenwart umfasst.
Archive
Neben Werken der Videokunst und elektronischen Musik erwirbt das ZKM Archive und Dokumente zu den elektronischen Künsten, d. h. zu Videokunst, elektroakustischer Musik, Computerkunst und intermedialen Formen. Sie ermöglichen Forschern Einblick und Verständnis der künstlerischen Entwicklungen der vergangenen 50 Jahre.
Bibliothek
Die gemeinsame Bibliothek des ZKM und der Staatlichen Hochschule für Gestaltung (HfG) umfasst rund 90.000 Bücher, Zeitschriften und digitale Speichermedien. Ihr Bestand konzentriert sich thematisch auf die Kunst des 20. und 21. Jahrhunderts sowie auf Medienkunst, Architektur, Design, Medientheorie, Film, Fotografie und elektroakustische Musik. Alle Bestände der Bibliothek können über das Internet recherchiert werden.

## Filme
- Das ZKM Karlsruhe (= Museums-Check. Folge 21). Reportage, 30 Min., Moderation: Markus Brock, Produktion: 3sat. Erstausstrahlung: 14. Juli 2013.[75]

## Publikationen
In Zusammenarbeit mit Verlagen publiziert das ZKM Ausstellungskataloge sowie Fachbücher zu den monografischen und thematischen Ausstellungen. Publikationen des ZKM (Auswahl):
- Peter Weibel (Hrsg.): Negative Space. Trajectories of Sculpture in the 20th and 21st Centuries. ZKM | Karlsruhe; MIT Press, Cambridge (Mass.), 2021
- Bruno Latour, Peter Weibel (Hrsg.): Critical Zones. The Science and Politics of Landing on Earth. ZKM | Karlsruhe; MIT Press, Cambridge (Mass.), 2020.
- Bruno Latour mit Christoph Leclercq (Hrsg.): Reset Modernity!  ZKM | Karlsruhe; The MIT Press, Cambridge, MA, 2016
- Peter Weibel (Hrsg.): Beuys Brock Vostell. Aktion Demonstration Partizipation 1949–1983. ZKM | Karlsruhe; Hatje Cantz, Karlsruhe, 2014, ISBN 978-3-7757-3864-4.[76]
- Hans Belting, Jacob Birken, Andrea Buddensieg, Peter Weibel (Hrsg.): Global Studies: Mapping Contemporary Art and Culture. ZKM | Karlsruhe; Hatje Cantz, Ostfildern 2011.
- Margit Rosen (Hrsg.): A Little-Known Story About a Movement, a Magazine, and the Computer's Arrival in Art. New Tendencies and Bit International, 1961–1973,  ZKM | Karlsruhe; MIT Press, Cambridge, Massachusetts, 2011.
- Peter Weibel (Hrsg.): Car Culture. Medien der Mobilität. ZKM | Karlsruhe; ZKM, Karlsruhe 2011. Ausstellung im ZKM: 18. Juni 2011–29. Januar 2012
- Christoph Blase, Peter Weibel (Hrsg.): Record again! 40jahrevideokunst.de Teil 2. Hatje Cantz, Ostfildern 2010. Ausstellung u. a. im ZKM: 17. Juli–6. September 2009.
- Gregor Jansen, Thomas Thiel (Hrsg.): Vertrautes Terrain: aktuelle Kunst in & über Deutschland (Contemporary art in & about Germany). ZKM | Karlsruhe; Kehrer, Heidelberg 2009. Ausstellung im ZKM: 22. Mai–12. Oktober 2008
- Harald Falckenberg, Peter Weibel (Hrsg.): Paul Thek. The Artist’s Artist. MIT Press, Cambridge (Mass.) 2009. Ausstellung u. a. im ZKM: 15. Dezember 2007–30. März 2008
- Peter Weibel, Andrea Buddensieg (Hrsg.): Contemporary Art and the Museum: A Global Perspective. ZKM | Karlsruhe; Hatje Cantz, Ostfildern 2007
- Peter Weibel, Gregor Jansen (Hrsg.): light art from artificial light. Light as Medium in 20th and 21st Century Art. ZKM Karlsruhe; Hatje Cantz, Ostfildern 2007 Ausstellung „Lichtkunst aus Kunstlicht“ im ZKM: 19. November 2005–6. August 2006
- Bruno Latour, Peter Weibel (Hrsg.): Making Things Public. Atmospheres of Democracy. ZKM | Karlsruhe; MIT Press, Cambridge (Mass.) 2005. Ausstellung im ZKM: 20. März–3. Oktober 2005
- Jeffrey Shaw, Peter Weibel (Hrsg.): Future Cinema. The Cinematic Imaginary After Film. ZKM | Karlsruhe; MIT Press, Cambridge (Mass.) 2003. Ausstellung im ZKM: 16. November 2002–30. März 2003
- Bruno Latour und Peter Weibel (Hrsg.): Iconoclash. Beyond the Image Wars in Science, Religion, and Art, ZKM | Karlsruhe; MIT Press, Cambridge, Massachusetts, 2002
- Peter Weibel (Hrsg.): Olafur Eliasson: Surroundings Surrounded. Essays on Space and Science. ZKM | Karlsruhe; MIT Press, Cambridge, Massachusetts, 2001

Publikationen über das ZKM (Auswahl):
- Rolf Funck, Michael Heck, Peter Weibel (Hrsg.): Das ZKM Karlsruhe. Die Anfänge der Zukunft. Wilhelm Fink Verlag, Paderborn, 2014, ISBN 978-3-7705-5853-7.
- Peter Weibel, Christiane Riedel (Hrsg.): ZKM Museumsführer: 1989–2009. ZKM | Karlsruhe 2009, ISBN 978-3-928201-36-0.
- Peter Weibel, Christiane Riedel (Hrsg.): ZKM Guide 1989–2009. ZKM | Karlsruhe 2010, ISBN 978-3-928201-40-7.
- Jörg Reimann, Peter Weibel (Hrsg.): 99,9 % und mehr: Künstler-Gruppenprojekte „vor“ dem ZKM. Karlsruhe 2009, ISBN 978-3-928201-37-7.
- Hans-Peter Schwarz (Hrsg.): Medien-Kunst-Geschichte. Prestel, München 1997, ISBN 3-7913-1836-5.
- Heinrich Klotz (Hrsg.): Kunst der Gegenwart. Prestel, München 1997, ISBN 3-7913-1835-7.
- Eckart Hannmann: Umbau der ehemaligen Waffen- und Munitionsfabrik in Karlsruhe zu einem Kunst- und Medienzentrum. In: Denkmalpflege in Baden-Württemberg. 27. Jg. 1998, Heft 2, S. 66 ff. (PDF)